# Braunkopfkleiber
Der Braunkopfkleiber (Sitta pusilla) ist eine amerikanische Singvogelart. Er kommt in Kiefernwäldern im Südosten der USA vor.

## Merkmale
Der Braunkopfkleiber ist 9 bis 11 cm lang, wiegt 10 bis 11 g und hat eine Flügelspannweite von 16 bis 18 cm. Er hat eine braune Kopfkappe und einen schmalen dunklen Augenstreifen, der die Kappe begrenzt. Die Wangen und das Kinn sind weiß, die Unterseite des Rumpfes ist stumpf gelbbraun und die Flügel sind dunkel und blaugrau angehaucht. Am Nacken, beim Übergang vom Braun des Kopfes zum Blaugrau des Rückens, befindet sich ein kleiner weißer bis schmutzigweißer Fleck, der bei Jungvögeln weniger stark ausgeprägt ist. Der kurze Schwanz ist blaugrau. Die Augen, der Schnabel und die Füße sind schwarz. Der Geschlechtsdimorphismus ist kaum ausgeprägt. Vom Weißbrustkleiber (Sitta carolinensis, auch Carolinakleiber genannt) und vom Rotbrustkleiber (Sitta canadensis, auch Kanadakleiber genannt) lässt der Braunkopfkleiber sich durch die Kopffärbung unterscheiden, da diese bei diesen schwarz anstatt braun ist. Er sieht dem Zwergkleiber (Sitta pygmaea) recht ähnlich, der jedoch ausschließlich an der Westküste Nordamerikas zu finden ist, so dass sich die Lebensräume der Braunkopfkleiber und Zwergkleiber nicht überlappen. Der Braunkopfkleiber ist ein Standvogel.
Der Ruf besteht aus einem hohen Laut, der zweimal in kurzer Folge abgegeben wird und an ein Quietscheentchen erinnert. Nahrungssuchende Gruppen rufen zwitschernd pit pit pit.

## Vorkommen

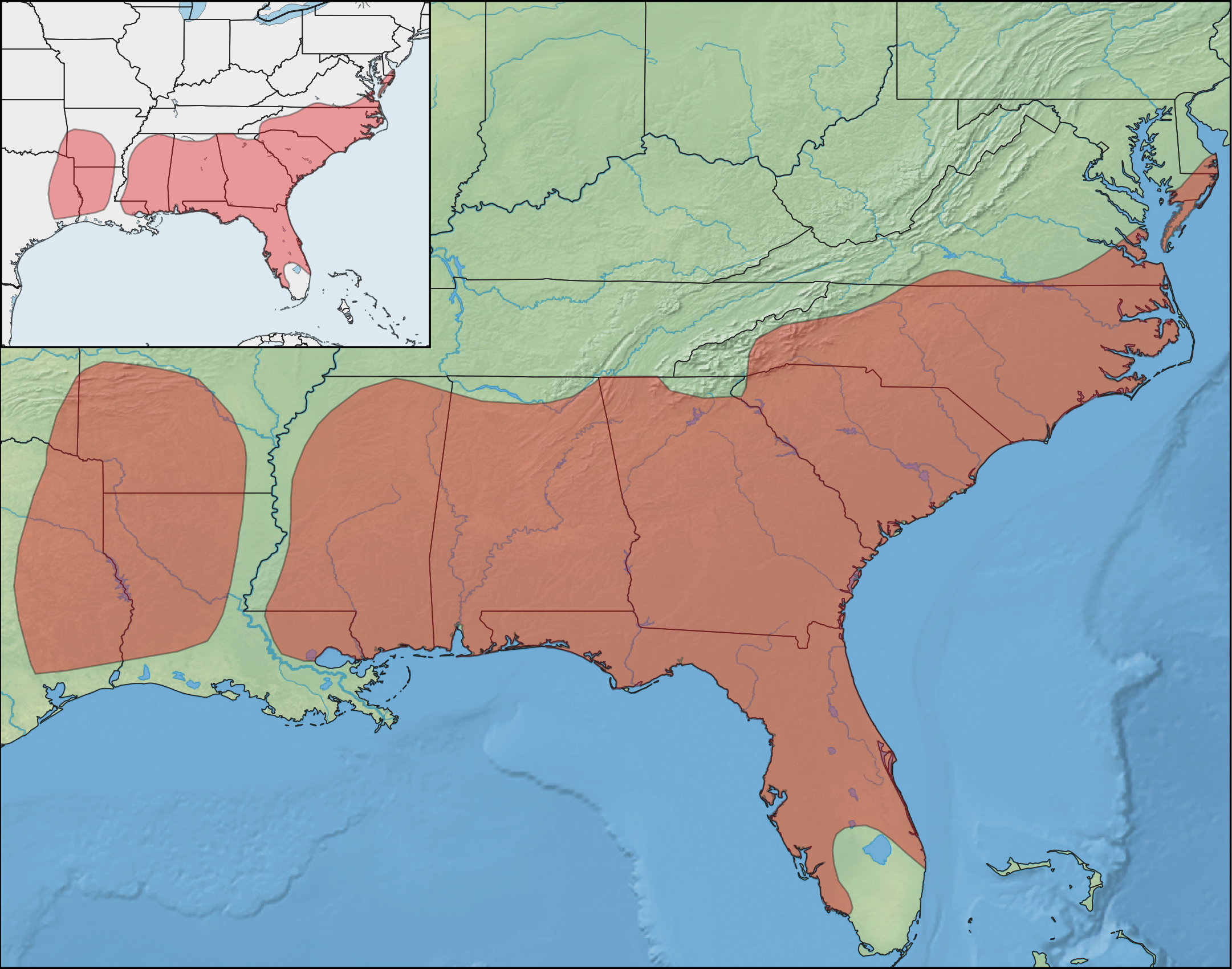
Verbreitung des Braunkopfkleibers in den USA

Der Braunkopfkleiber lebt in Kiefernwäldern im Südosten der USA, wo er meist im oberen Drittel von Kiefern anzutreffen ist. Sein Bestand dort ist nicht gefährdet. Eine abnehmende Population ist auf der Insel Grand Bahama beheimatet (Sitta pusilla insularis). Diese Subspezies, Bahamakleiber genannt, unterscheidet sich von ihrer kontinentalen Verwandtschaft durch einen deutlich kürzeren Schnabel und kürzere Flügel. Sie bewohnt die Karibische Kiefer (Pinus caribaea), deren Bestand durch Abholzung stark zurückgegangen ist. Es bestehen Bestrebungen, diese Unterart in den Artenstatus zu erheben, was eine höhere Aufmerksamkeit für einen Schutz bedeuten würde. Der Braunkopfkleiber kommt auch auf den karibischen Turks- und Caicosinseln vor. Die Unterart Sitta pusilla caniceps kommt in Florida vor.

## Verhalten
Mit seinem scharfen Schnabel öffnet er Samenkörner. Er benutzt den Schnabel aber auch, um mit einem kleinen Stück Baumrinde unter der Baumrinde nach Insekten zu stochern. Baumrindestückchen benutzt er auch, um von ihm angelegte Samenvorräte zu bedecken. An Vogelhäuschen bevorzugt er Sonnenblumenkerne und Fett. Braunkopfkleiber haben wenig Scheu vor Menschen. Mit dem Kiefernwaldsänger (Setophaga pinus), einem Wintergast im Südosten der USA, steht er in Nahrungskonkurrenz, so dass beide Vogelarten ab und zu versuchen, sich gegenseitig von Futterstellen zu vertreiben. Mit Kokardenspechten (Picoides borealis) können Braunkopfkleiber im Winter in gemischten Trupps angetroffen werden. Hierbei können Braunkopfkleiber Rindenstücke benutzen, die von den Spechten gelöst wurden. Von anderen Kleiberarten sind gemischte Trupps nicht bekannt.

## Fortpflanzung
Während Braunkopfkleiber normalerweise in Asthöhlen oder auf Kiefernzweigen schlafen, schlafen sie schon vor der Eiablage und während des Brütens im Nest, welches in Baumhöhlen von Kiefern zu finden ist. Brutzeit ist zwischen Anfang März und Ende Mai. Je südlicher die Population, desto früher die Brutzeit. Die Eier sind weiß mit rötlichbraunen Flecken. Die Brutzeit dauert 14 Tage, nach 31 bis 32 Tagen verlassen die Jungvögel das Nest und nach 56 bis 59 Tagen endet das Betteln nach Futter. Die Jungvögel haben nach frühestens 90 Tagen ein Erwachsenengefieder. Ein normales Gelege besteht aus drei bis sieben Eiern, es werden aber auch gelegentlich bis zu neun Eier bebrütet.

## Braunkopfkleiber und der Mensch

### Name
Der Artname des wissenschaftlichen Namens, pusilla, kommt aus dem Lateinischen und bedeutet „klein, winzig“. Der englischsprachige Name des Vogels ist „Brown-headed Nuthatch“.

### Briefmarken
Braunkopfkleiber finden sich auf Briefmarken, und zwar einer 34-Cent-Marke aus den USA von 2002 sowie die dort vorkommende Unterart Sitta pusilla insularis auf einem Satz mit sechs Werten (15 bis 80 Bahama-Cents) von den Bahamas aus dem Jahre 2006.